# دامه (شلسویگ-هولشتاین)
دامه (به آلمانی: Dahme) یک شهر و شهر و در آلمان است که در استهلشتاین واقع شده‌است. دامه ۱٬۱۸۸ نفر جمعیت دارد.